# Original Dixieland Jass Band
Die Original Dixieland Jass Band (Mitte 1917 wurde die Schreibweise in Original Dixieland Jazz Band geändert) – kurz O.D.J.B. – machte die erste veröffentlichte Schallplattenaufnahme mit Jazzmusik überhaupt (1917). Sie war die erste Jazz-Band, die bereits 1919 internationale Popularität erlangte. Etliche der von der Original Dixieland Jass Band erstmals aufgenommenen Stücke – wie etwa Tiger Rag, Fidgety Feet, Clarinet Marmalade, At the Jazz Band Ball und nicht zuletzt der St. Louis Blues – sind noch heute vielgespielte Dixieland-Standards.

## Geschichte

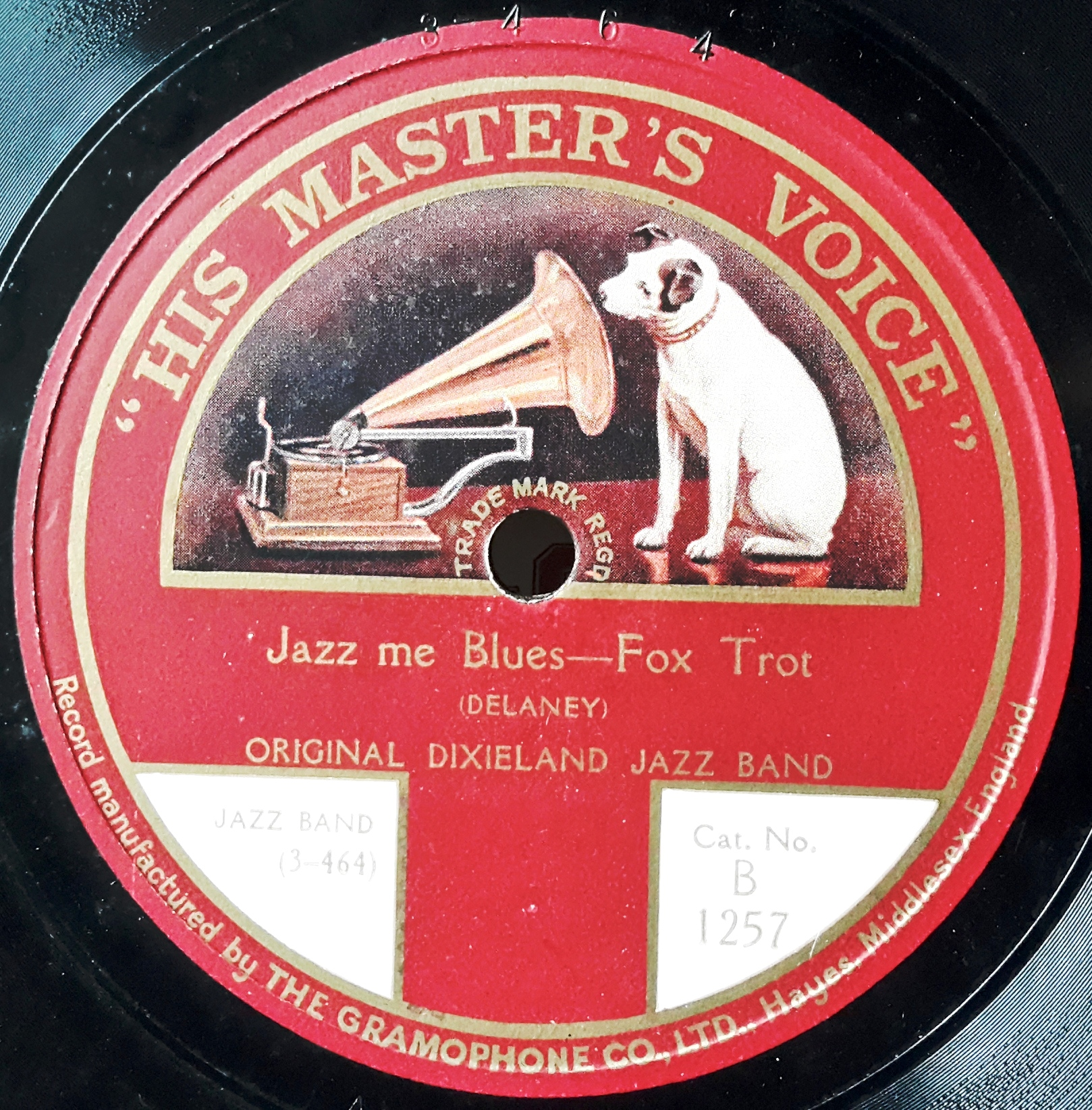
Schallplatte der Band als Lizenzpressung der britischen Gramophone Company Ltd.

Anfangs hatten die fünf Musiker unter anderem in der Band des Schlagzeugers Papa Jack Laine in New Orleans gespielt. Im März 1916 wurden die Musiker Frank Christian (Kornett), Eddie Edwards (Posaune), Alcide Nunez (Klarinette), Henry Ragas (Piano) und Johnny Stein (Schlagzeug) zu einem Engagement nach Chicago eingeladen. Der Promoter wollte eine Band haben, die den Sound von New Orleans repräsentierte, ähnlich wie die vom Posaunisten Tom Brown geleitete Band Rubes of Ragtime, die bereits 1915 in New York gastierte. Für den kurzfristig ausfallenden Kornettisten Frank Christian wurde guter Ersatz mit Nick LaRocca gefunden. Am 3. März 1916 hatten die Musiker ihren ersten Auftritt als Stein’s Dixie Jass Band. Der große Erfolg führte zu Spannungen, unter anderem wegen Forderungen nach höheren Gagen. Mit neuem Schlagzeuger Tony Sbarbaro und unter der Leitung von LaRocca traten sie ab Juni 1916 unter dem Namen The Original Dixieland Jass Band im Casino Gardens auf. Aufgrund von persönlichen Konflikten zwischen Nunez und LaRocca wurde ab Ende Oktober 1916 Larry Shields als Klarinettist beschäftigt, ein Austausch der Klarinettisten mit der Band von Tom Brown. Geschäftlich war die ODJB eine sogenannte „co-op band“, das heißt die Sidemen, die LaRocca zu ihrem Leiter gewählt hatten, partizipierten am Gesamtgewinn.
Die Musik der Original Dixieland Jass Band war völlig neu für ihr Publikum. Durch das kontrapunktorientierte Spiel der drei Melodie-Instrumente und dem synkopierten Two-Beat unterschied sie sich vom Ragtime, der damals modernsten Musikform, erheblich. Nach einigen Wochen wurde ihr Gastspiel eine Sensation in Chicago, wie der Chicago Herald am 30. April 1916 berichtete.
Der Starsänger Al Jolson brachte die Kapelle dann im Januar 1917 ins New Yorker Nobelrestaurant Reisenweber. Erste Plattenaufnahmen folgten, zuerst bei Columbia Records, die aber nicht veröffentlicht wurden. Am 26. Februar 1917 nahm das Label Victor Talking Machine Company den Livery Stable Blues und den Dixie Jass Band One Step auf. Die Aufnahme wurde am 7. März 1917 veröffentlicht und wurde zu einem Millionenerfolg. Der von Columbia nach New Orleans geschickte Talentsucher Ralph Peers konnte 1917 dort keine vergleichbare Jassband finden. Angeblich spielte man in New Orleans „um diese Zeit alles mögliche, nur keinen Jass“ (Horst H. Lange).
Diese pointierte Ansicht wird allerdings in der wissenschaftlichen Jazzforschung nicht geteilt; sie hat angeblich einen rassistischen Hintergrund.
Selbstverständlich wurde in der Zeit um den Ersten Weltkrieg in New Orleans Jass gespielt; es gibt in verschiedenen Zeitungen aus der Zeit gelegentliche (meist abwertende) Kritiken von Tanzvergnügen, wo eine so bezeichnete Musik gespielt wurde. Diese Musik war möglicherweise verschieden von der Musik der ODJB (ragtime-ähnlicher).
Im Laufe der Zeit gab es in der Original Dixieland Jazz Band einige Umbesetzungen. Dabei ist vor allem Larry Shields zu nennen, einer der „Väter“ der Jazz-Klarinette und einer der Lieblingsklarinettisten von Johnny Dodds, sowie der Pianist J. Russel Robinson, der auf der England-Tournee den verstorbenen Ragas ersetzte, und der britische Jazz-Pionier Billy Jones. 1918 ersetzte Emile Christian den zum Wehrdienst einberufenen Eddie Edwards.
1919 ging die Original Dixieland Jazz Band nach London und machte dort weitere Aufnahmen. 1920 kehrten sie nach Amerika zurück. „Nach ihrer Rückkehr bestand die Kapelle noch bis 1925, ohne jedoch angesichts neuer Konkurrenz jemals ihre ursprüngliche Bedeutung wiederzuerlangen“. LaRocca löste die Band aus gesundheitlichen Gründen auf (er erlitt einen Nervenzusammenbruch). Andere Bands wie z. B. die „Original Memphis Five“ oder „King Olivers Creole Jazz Band“ eroberten die noch junge Jazz-Szene.
1936 gab es eine kurze Wiedervereinigung unter dem Namen Original Dixieland Jazz Five mit sechs neuen Aufnahmen. Später gründeten einige der ursprünglichen Bandmitglieder neue Bands mit dem alten Namen (Edwards, Sbarbaro). Der Sohn von Nick LaRocca, Jimmy LaRocca, machte sich zunächst als Modern-Jazz-Trompeter einen Namen, führte dann ebenfalls eine Band unter dem gleichen Namen.

## Bedeutung

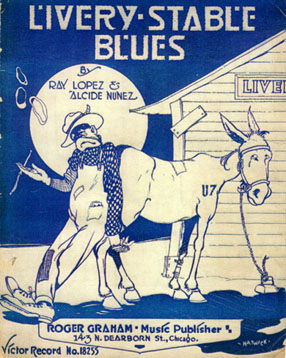
Livery Stable Blues (Notenausgabe 1917)

Die ODJB wurde anfänglich von der Plattenfirma als die „Urheber des Jazz“ (Creators of Jazz) beworben. Trompeter Nick LaRocca war davon felsenfest überzeugt, z. B. in der Antwort auf die Frage Bunny Berigans in einem Interview (1936). In einem schlagzeilenträchtigen Prozess in Chicago in den 1920er Jahren, in der es um Urheberrechte für ihren Hit Livery Stable Blues ging, behauptete LaRocca werbewirksam der Kolumbus des Jazz zu sein. Noch in den 1950er Jahren führte er einen Prozess gegen den Posaunisten Tom Brown, der ebenfalls ebenso wie Jelly Roll Morton behauptete „Erfinder des Jazz“ zu sein.
Viel von den Streitigkeiten, wer zuerst in New Orleans „Jass“ spielte, resultiert einfach aus Missverständnissen. Die Spielweise der ODJB war deshalb (zumindest auf Schallplatten) so einzigartig, weil sie in Chicago wie auch im Restaurant Reisenweber in New York ihre Musik schneller, „hektischer“ und heißer, mit wildem Staccato, spielten, als dies im typischen Ragtime üblich war. Die ODJB stand damit Pate nicht nur für genuine Jazzentwicklungen (Chicago-Jazz), sondern vor allem für die populäre Tanzmusik der 1920er Jahre (Charleston). Nicht zufällig wurde der schnelle Tiger Rag ihr berühmtestes Stück (laut Aussage von Louis Armstrong „still the best version“). Louis Armstrong schrieb ebenso über die ODJB in seiner ersten Autobiographie Swing that Music von 1936: „His (LaRocca’s) orchestra had only five pieces, but they were the hottest five pieces that had ever been known before. He had an instrumentation different from anything before…“ Sowohl die Anzahl der Musiker als auch die Vortragsweise und die Instrumentierung unterschied sich also erheblich von den Ragtime-Orchestern der damaligen Zeit. Der typische Jazz der Zeit vor und kurz nach 1920 (ODJB, Original Memphis Five, Original Indiana Five, New Orleans Jazz Band, King Oliver, James Reese Europe, Wilbur Sweatman, Kid Ory und andere), wie auf Tonträgern dokumentiert und von Zeitzeugen (wie z. B. Bunk Johnson) beschrieben, war wohl auch in schnellen Stücken vergleichsweise legato, mit einem lockeren Rhythmus, teilweise sogar schon mit behind-the-beat-Anklängen, und mit mehr Improvisation (damals Embellishment genannt), als in der Musik der ODJB. Die etwas später aufnehmende weiße Band New Orleans Rhythm Kings repräsentiert den Jazz aus New Orleans authentischer, ohne die stilistischen Veränderungen, die die ODJB in Chicago und New York erarbeitet hatte.
Die ODJB waren auf jeden Fall die ersten, die Jazz unter dieser Bezeichnung sowohl in Amerika als auch in Europa auf Platten zu Gehör brachten, während z. B. King Olivers Creole Jazz Band erst ab 1922 in Chicago Jazzaufnahmen machen konnte. Kulturpolitische und gesellschaftliche Streitigkeiten über allgemeine Rassenfragen haben in den USA die inhaltliche und musikformale Perzeption der frühen Jazzjahre bis in die heutige Zeit erheblich gestört.